# 000 (teléfono de emergencia)
000 Emergencia, también conocido como Triple Cero  o Triple 0, y, a veces, estilizado Triple Cero (000), es el principal número de teléfono de emergencia nacional en Australia. El servicio de llamadas de emergencia es operado por Telstra y supervisado por la Autoridad Australiana de Comunicaciones y Medios (ACMA), y está destinado únicamente para uso en emergencias que ponen en peligro la vida o en las que el tiempo es crítico.
Otros números de teléfono de emergencia en Australia son el 112 para teléfonos móviles y satelitales GSM, al que responde un operador Triple Cero (000), y el 106 para teléfonos de texto con dispositivos de telecomunicaciones para sordos (TDD). Las llamadas al número de teléfono de emergencia se pueden realizar incluso si el teléfono móvil está bloqueado, no se requiere una tarjeta SIM y las llamadas deben ser desviadas por los proveedores de servicios de red incluso si el suscriptor tiene prohibido realizar llamadas debido a problemas de facturación.
Es importante tener en cuenta que, mientras que marcar el número de teléfono de emergencia internacional 112 desde un móvil se conectará con el operador Triple Cero, marcar 112 desde un teléfono fijo no accederá al operador Triple Cero; 000 se debe utilizar desde teléfonos fijos. Además, el número de teléfono de emergencia 911 utilizado en Norteamérica tampoco tendrá acceso al operador Triple Cero, ni desde teléfono móvil ni fijo.
Para llamadas al Servicio Estatal de Emergencia (SES) sobre situaciones que no ponen en peligro la vida, se puede utilizar el número de teléfono de toda Australia 132 500. Para llamadas a la policía que no sean de emergencia en Australia, se debe utilizar el 131 444.
000 fue también el número de teléfono de emergencia en Dinamarca y Finlandia hasta la introducción del número 112 en 1993, y en Noruega hasta 1986, cuando los números de teléfono de emergencia se desviaron al 001 para los bomberos, 002 para la policía y 003 para las ambulancias. Esos números de teléfono de emergencia noruegos cambiaron en 1994 a 110, 112 y 113 respectivamente.

## Historia
Antes de 1969, Australia no tenía un número de teléfono nacional para los servicios de emergencia; Los servicios de policía, bomberos y ambulancias tenían muchos números de teléfono, uno para cada unidad local. En 1961, la Oficina del Director General de Correos (PMG) comenzó a introducir el número de teléfono 000 en los principales centros de población y, durante la década de 1960, amplió su cobertura a todo el país. Se eligió el número 000 por varias razones: técnicamente, se adaptaba al sistema de marcación para las centrales automáticas más remotas, particularmente en el interior de Queensland . Estas comunidades utilizaban el dígito 0 para seleccionar una línea troncal automática a un centro. En las comunidades más remotas, había que utilizar dos 0 para llegar a un centro principal; marcando así 0+0, más otro 0 llamaría (al menos) a una operadora. Zero también es el más cercano al dedo en los teléfonos de disco, lo que facilita marcar de noche o en medio del humo. Ahora está bien establecido a nivel nacional en toda Australia que las personas que necesitan asistencia de emergencia marquen el 000.

## Llamando al 000
Dentro de Australia, 000 es una llamada gratuita desde la mayoría de los teléfonos. Marcar 000 (o 112) en la mayoría de los teléfonos móviles GSM australianos anulará cualquier bloqueo del teclado y, si la red doméstica de la persona que llama está fuera del alcance, el teléfono intentará utilizar las redes de otros proveedores para retransmitir la llamada. No se requiere una tarjeta SIM para conectar un teléfono móvil a los números de emergencia. Los servicios de intérprete pueden estar disponibles una vez conectados a los servicios de emergencia.
Debido a una configuración especial en su firmware, algunos teléfonos móviles 3G o GSM vendidos en Australia redirigirán otros números de teléfono de emergencia, como el 911 y el 999, al 000. Estas llamadas son enviadas por el teléfono como una señal de emergencia a la red y, como tal, se tratan de la misma manera que una llamada al 000.
Respondiendo
Al llamar al 000, se saluda a la persona que llama con un mensaje grabado que dice "Ha marcado Triple Cero de emergencia, su llamada se está conectando", luego conecta a la persona que llama con un operador de Telstra, quien luego la conectará con el operador de llamadas de la organización de servicios de emergencia. Los operadores de Telstra preguntarán a la persona que llama qué servicio de emergencia específico necesitan diciendo: "Emergencia. ¿Policía, bomberos o ambulancia?", además de preguntarle su ubicación si no llama desde un teléfono con ubicación fija (teléfono fijo). Luego, la persona que llama se conecta al servicio de emergencia solicitado por la persona que llama.
Tan pronto como el operador del servicio de emergencia contesta la llamada, cualquier información disponible sobre la ubicación de la persona que llama, determinada mediante el acceso automático a una base de datos especial a partir de los datos de identificación de la línea de llamada (CLI) que se proporciona con todas las llamadas de emergencia, se transfiere al servicio de emergencia; sin embargo, la persona que atiende la llamada del servicio de emergencia seguirá interrogando a la persona que llama para obtener los detalles de ubicación correctos para enviar la respuesta correcta.
La dirección de la persona que llama suele estar disponible para los operadores de Telstra para servicios fijos en Australia, incluso si el número es "privado". Sin embargo, las personas que reciben llamadas de las organizaciones de servicios de emergencia siempre solicitarán que se indique la dirección de la emergencia siempre que sea posible para garantizar que se proporcione una ubicación precisa; esto es especialmente relevante en el caso de personas que llaman "terceros" que no son personalmente en el lugar del incidente (por ejemplo, familiares o empresas de vigilancia de alarmas). Cuando se llama desde un teléfono que no está en una ubicación fija (móvil), es necesario que la persona que llama especifique la ubicación.
Victoria
En el estado de Victoria, el despacho de servicios de emergencia y la recepción de llamadas para la Policía de Victoria, la Ambulancia de Victoria, la Autoridad Nacional de Bomberos y el Cuerpo de Bomberos de Victoria está a cargo de la Autoridad de Telecomunicaciones de Servicios de Emergencia (ESTA). ESTA opera tres centros estatales de comunicaciones de emergencia, ubicados en Williams Landing, East Burwood y Ballarat .
Cuando una persona llama al 000 para solicitar una respuesta de emergencia dentro de Victoria, Telstra responderá la llamada y determinará el servicio requerido. Luego, la llamada se dirige a la instalación ESTA correspondiente, donde será respondida por el siguiente receptor de llamadas capacitado disponible, quien recopilará información de la persona que llama y la ingresará en el sistema de despacho asistido por computadora (CAD). Utilizando esta información, un despachador identificará y enviará los servicios o recursos de emergencia apropiados. A menudo, los operadores de los servicios pertinentes ya notifican a los equipos de emergencia mientras la persona que atiende la llamada todavía está obteniendo más información o dando consejos, como guiar a la persona que llama a través de reanimación cardiopulmonar (RCP), obtener detalles de un posible infractor o recibir más detalles sobre la ubicación o situación exacta: se puede dar una respuesta inicial a detalles tan vagos como una ciudad o un suburbio, mientras quien recibe la llamada continúa obteniendo información de ubicación más específica.
ESTA también es responsable de recibir y enviar llamadas al Servicio de Emergencia del Estado de Victoria (SES), aunque no se puede contactar con este servicio marcando 000, ya que las llamadas de SES no se consideran potencialmente mortales. El número para llamadas de SES es el 132. 500, pero la policía u otro servicio marcado incorrectamente notificará a SES.
Muchas prácticas y protocolos ESTA están estandarizados en todas las agencias de servicios de emergencia, y todas las agencias utilizan la misma red informática. El resultado es un intercambio de información completo e instantáneo entre los servicios de emergencia.

## Asuntos
Sobrecarga de 2003 en Melbourne
El 3 de diciembre de 2003, inundaciones y tormentas en Melbourne, Victoria, provocaron "un número extremadamente elevado de llamadas al servicio de emergencia 000", lo que impidió que algunas llamadas fueran contestadas inmediatamente. Este retraso se vio agravado por una actualización de software en el sistema de gestión de llamadas de emergencia utilizado por las organizaciones de servicios de emergencia (ESO) de Victoria, lo que significa que Telstra (el operador nacional de llamadas 000) experimentó graves retrasos en la entrega de llamadas de emergencia a la ESO (no confundir con el curso de Educación Secundaria Obligatoria) correspondiente. Esto hizo que algunos usuarios entrevistados por las autoridades creyeran que pudieron haber marcado accidentalmente el número equivocado. Una investigación posterior recomendó que se implementara un anuncio grabado temporal durante eventos extremos para asegurar a las personas que llaman que sus llamadas estaban siendo conectadas y que podría ocurrir un retraso. Esto no debe confundirse con el anuncio de voz grabado (RVA) estándar "Ha marcado Triple Cero de emergencia, su llamada se está conectando", que se introdujo en 2008.
Incendios forestales en Victoria de 2009
El 7 de febrero de 2009, se produjeron catastróficos incendios forestales en Victoria, también conocidos como incendios forestales del Sábado Negro . Ese día, más de 18.000 llamadas al Servicio de Emergencias Triple Cero quedaron sin respuesta, y la mayoría de las llamadas tardaron mucho más de lo habitual en ser atendidas. Debido a la cantidad sin precedentes de llamadas recibidas, Telstra decidió aislar todas las llamadas de emergencia de Victoria que fueron respondidas por el centro de llamadas de emergencia de Melbourne, y todas las llamadas restantes fueron respondidas por el centro de llamadas de emergencia de Sydney. Telstra también activó el anuncio de voz genérico grabado sobre eventos extremos: "Ha marcado Emergencia Triple Cero. Si necesita policía, bomberos o ambulancia, permanezca en la línea. Si necesita su Servicio de Emergencia Estatal local, cuelgue y marque 1223, que es 1223". – ya que este servicio no se puede conectar a través de Triple Zero", que reemplazó temporalmente su anuncio frontal. Si bien los registros de Telstra muestran 95 empleados del centro de llamadas de emergencia registrados durante el período de 24 horas del 7 de febrero de 2009, los retrasos en la atención de llamadas fueron evidentes debido a largos retrasos en el nivel SECC, siendo ESTA. Los agentes de Telstra quedaron ocupados en llamadas telefónicas con personas que llamaban, esperando que respondieran los servicios de emergencia, por lo que las llamadas en la cola 000 no pudieron ser respondidas. A las personas que llamaban en una cola esperando que un agente de Telstra contestara el teléfono se les reprodujo un RVA cada 30 segundos en los siguientes términos: "Ha marcado el número de emergencia Triple Zero. Debido a un volumen sin precedentes de llamadas recibidas por Triple Zero, "Están experimentando breves retrasos en la respuesta. Permanezca en la línea y el próximo operador disponible le responderá". Esto asegura a quienes llaman que estaba ocurriendo una emergencia extrema y que su llamada será respondida.
Apodo
Los servicios de emergencia y el regulador de comunicaciones de Australia prefieren la frase "triple cero" a "triple oh" debido a la posible confusión y malentendidos al ingresar el número cuando se usan teclados alfanuméricos, en los que la letra "O" generalmente se encuentra en la misma tecla que el número '6'.
Lugares remotos
Un obstáculo importante a principios de 2009  es que los operadores de triple-0 no podían utilizar los datos del sistema de posicionamiento global (GPS) dentro de los sistemas telefónicos GSM o CDMA para localizar con precisión a personas en peligro o heridas utilizando teléfonos móviles visiblemente lejos de las carreteras. En cambio, los operadores de emergencia deben preguntarle a la persona que llama exactamente dónde se encuentra. Es posible que la respuesta a esta pregunta deba corresponder al nombre de una carretera existente (lo que puede ser prácticamente imposible para personas en peligro a algunos kilómetros de una carretera), hasta que el operador de la organización de servicios de emergencia pueda enviar un vehículo del servicio de emergencia. En 2010, la Autoridad Australiana de Comunicaciones y Medios (ACMA) comenzó a investigar opciones que puedan proporcionar información de ubicación mejorada para servicios móviles al marcar 000.
En 2013, Fire and Rescue NSW y el Triple Zero Awareness Working Group produjeron y desarrollaron una aplicación para teléfonos inteligentes de servicio de emergencia. Se recomienda a los australianos en ubicaciones remotas que utilicen esta aplicación para comunicarse con los servicios de emergencia, ya que utiliza los datos del GPS del teléfono para mostrar la ubicación de la persona que llama en la pantalla. Esto permite a la persona que llama leer su ubicación en voz alta al operador, para que los servicios de emergencia puedan encontrarla cuando esté lejos de las carreteras.
En 2017-2018, ACMA declaró en su informe anual que tanto la industria como el gobierno habían comenzado a realizar inversiones considerables en infraestructura de comunicaciones. Esto incluye un informe de privacidad para implementar el estándar de Ubicación Móvil Avanzada (AML) para llamadas Triple Zero. El sistema proporcionará automáticamente datos de ubicación (incluido GPS, sistema de posicionamiento Wi-Fi y seguimiento de teléfonos móviles ) desde el dispositivo de la persona que llama al operador de Triple Zero automáticamente. Estos nuevos acuerdos debían implementarse y operar en mayo de 2020.
Fallos de 000 operadores
El Gobierno Laborista del Estado de Nueva Gales del Sur ha admitido errores en relación con la muerte de David Iredale, un estudiante de secundaria que murió de deshidratación en el monte cerca de Katoomba, Nueva Gales del Sur, a finales de 2006. Iredale llamó al 000 varias veces pidiendo ayuda antes de morir. Los servicios de emergencia, específicamente el centro de llamadas Triple Zero del Servicio de Ambulancia de Nueva Gales del Sur, fueron acusados de manejar de manera inapropiada las llamadas de Iredale; no recibió ningún consejo médico y los operadores fueron acusados de estar "preocupados" por obtener una dirección a la que enviar ayuda, aunque Iredale estaba en el monte. Una investigación creada para investigar fallas en el sistema 000 como resultado de su muerte identificó problemas graves en las prácticas utilizadas por los operadores de 000.
En 2011, The Daily Telegraph informó sobre otro caso de falla del operador 000 . Joanna Wicking había pedido ayuda a la policía, pero el operador 000 decidió creerle a su asesino, quien le había asegurado que todo estaba bien, a pesar de las repetidas llamadas de Joanna. En otro incidente, seis meses después, cuando el personal de 000 insistió en que necesitaban la dirección de una granja rural remota, el hombre que necesitaba ayuda murió.
Denegación de acceso a 000
En abril de 2014, la empresa de telecomunicaciones TPG fue multada con 400.000 A$ australianos por negar el acceso a números de emergencia cuando los clientes no habían pagado sus facturas. El juez del Tribunal Federal Mordecai Bromberg determinó que TPG no proporcionó acceso en más de 190 ocasiones entre marzo y septiembre de 2011, y la empresa no se aseguró de que casi 6.000 líneas tuvieran acceso de emergencia.